# スポーツ医学

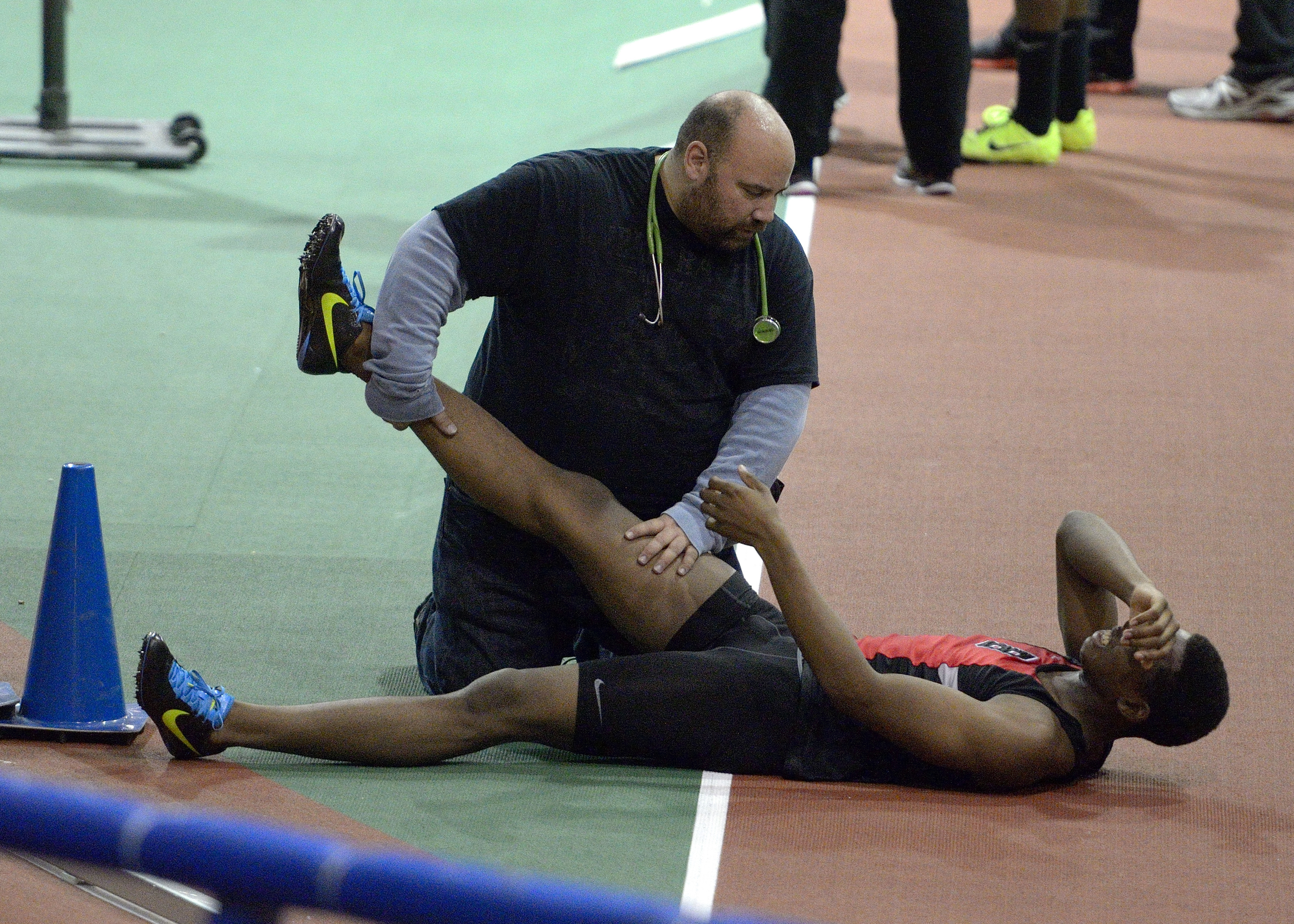
スポーツ医学

スポーツ医学 (スポーツいがく、英: Sports medicine) とは、競技スポーツ選手の身体能力の強化、好成績を出すための身体の使い方、故障の予防、治療などを取り扱う、総合的な専門医学分野のことを指す。スポーツ医学では、選手本人を中心にして、内科医、外科医、アスレティックトレーナー、理学療法士、作業療法士、柔道整復師、鍼灸師、あん摩マッサージ指圧師、コーチなどがチームを構成している。

## 歴史
スポーツ医学の起源は紀元前5世紀の古代ギリシアと古代ローマに遡る。体育は若者の必須要素とされた時代だった。鍛錬と運動コンテストは、この時代に初めて日常生活の一部となった。最初の「チームドクター」ガレノスが剣闘士の担当になった頃の紀元2世紀までは、医師は負傷者が出たときにだけ関与したのだった。5世紀には運動選手のケアは専門家たちの仕事になった。彼らはトレーナー・コーチであり、食事、理学療法、衛生、管理、およびスポーツに特化した技術のエキスパートだと考えられた。治療法的訓練を最初に用いたのは、ヒポクラテスの師匠の一人と考えられているヘロディコスである。当時、トレーナー・コーチとチームの医師の間に、良好な意思疎通または信頼関係があったか否かは、想像するほかない。しかし明らかなのは、当時からスポーツ医学は、単に負傷を治療するだけではなく、スポーツ選手を指導し調整することも含めた、複合的な課題であったということである。こうした体育とのつながりは、その後の発展の間、失われることはなかった。しかし、1928年のサンモリッツで委員会が集まって第一回スポーツ医学国際会議が計画されるまではスポーツ医学という用語はまだ存在していなかった。

## スポーツ医学の現在
スポーツ医学は常に定義することが難しい。なぜなら単一の専門科目ではなく、ヘルスケアの専門職、研究者、教育者を含めた幅広い学問にわたる領域であるからだ。スポーツ医学の役割は、単に治療とリハビリだけではなく、予防も含んでいる。

## アメリカのスポーツ医学
スポーツ医学専門家はスポーツ医学チームのリーダーである。スポーツ医学チームは、スポーツ選手本人を中心として、スポーツ医学専門家のほか、専門の内科医、外科医、生理学者、運動トレーナー、理学療法士、コーチ、その他の人員で構成される。
スポーツ医学の専門家は、本来は、全科医療、内科学、救急医学、小児科学、または物理療法とリハビリテーションのいずれかに専攻を持つ内科医である。彼らのほとんどはスポーツ医学に関する公認団体の講座を受け1ないし2年の追加訓練を積む。内科医は、全科医療、内科医学、救急救命医学、または小児科医学の修了試験に合格したら、スポーツ医学の副専門分野の資格試験を受ける資格がもらえる。スポーツ医学専門家の専攻を取る追加フォーラムの中には、スポーツ医学のさらに次の教育もあるし、スポーツ医学会に入会することもできる。
スポーツ医学は1989年以来、アメリカ専門医学委員会により副専門分野として認定されている。現在70以上のスポーツ医学団体が存在し、認定されたスポーツ医学専門家は全米でおよそ1000人いる。

## オリンピックにおける初のスポーツ医学チーム
カナダのオンタリオ州、ロンドンで活動していたJ・C・ケネディーは、1968年メキシコシティでの夏季オリンピックで彼の娘ルイーズが泳いでいるのを観ていたとき、さまざまな理由により、出場するカナダの選手団は適正な資格を持ち十分に組織化された医療団を伴っているべきだという結論に至った。この信念が、彼をカナダスポーツ医学アカデミーの設立へと導いた。この団体の主な役割の一つは、カナダのスポーツ選手に専門的なケアを提供することであった。そうして1972年に彼は1972年ミュンヘンオリンピックにおいて世界初の「真の」医療チームの主席医療幹事に任命された。他の諸国もこの例に倣い、オリンピック選手に医療チームを付けた。ケネディーのビジョンは、世界を旅するカナダの選手に限られてはいなかった。スポーツ医学を行う病院がカナダにまだ無かった当時、彼は大学当局を説得し、元レスリング練習室をスポーツ傷害クリニックに改装し、1972年に正式にオープンした。カナダで最初のノーチラスの装備は、このクリニックの装備のために集められた資金で購われた。ケネディーはスポーツ医学の研究への関心を高めてもらうよう活動し、ウェスタンオンタリオ大学とオンタリオのロンドンは、スポーツ医学で知られることとなった。

## 予防としてのスポーツ医学
スポーツ界において、予防医学的な発想が取り入れられつつある。スポーツ外傷・障害に対して適正な予防プログラムを行わせることにより、足関節捻挫、前十字靭帯損傷などを減らすことができることが明らかになってきた。傷害予防プログラムはサッカー、バスケットボール、テニス、スキーなどの競技において作成されている。